# Vasco de Gouveia
Vasco de Gouveia foi "mui nobre cavaleiro" e monteiro-mor de D. Afonso V de Aragão.
Em 5 de Fevereiro de 1451 é referido em carta do monarca argonês a D. Afonso V de Portugal, junto com o embaixador deste rei em Aragão, João Fernandes da Silveira, tratando do caso dum certo Gonçalo Vasques, a quem pedia que o rei português perdoasse.